# Tomasz Kluz
Tomasz Kluz (ur. 16 grudnia 1897 w Handzlówce, zm. 9 września 1987 w Warszawie) – polski inżynier budownictwa o specjalności budowa lotnisk, profesor doktor habilitowany Politechniki Warszawskiej.

## Życiorys
Urodził się w rodzinie Ignacego, chłopa średniorolnego, i Tekli z domu Kisała. W latach 1911–1914 był członkiem skautingu. Uczył się w Gimnazjum Realnym w Łańcucie, w 1916 przerwał naukę i zmobilizowany do armii austriackiej walczył na froncie włoskim. W międzyczasie, w 1917 ukończył szkołę. W latach 1918–1920 służył ochotniczo w Wojsku Polskim, uczestniczył w wojnie polsko-bolszewickiej. W 1920 przeszedł do rezerwy w stopniu podporucznika i rozpoczął studia na Wydziale Komunikacyjnym, Oddziale Drogowym Politechniki Lwowskiej. W 1925 uzyskał dyplom inżyniera budowy dróg i mostów, a następnie po otrzymaniu stypendium wyjechał na rok do Paryża. Po powrocie pracował jako asystent w Katedrze Statyki Budownictwa Żelaznego i Żelazobetonowego, w 1927 uzyskał stopień doktora nauk technicznych. Aktywnie zaangażował się w budowę lotnisk pasażerskich i wojskowych, w latach 1929–1930 kierował robotami przy budowie lotniska w Dęblinie. W latach 1930–1938 pracował w Departamencie Lotnictwa Cywilnego Ministerstwa Komunikacji jako organizator i kierownik robót przy budowie lotnisk cywilnych. Od lutego 1938 był inspektorem technicznym w Departamencie Budownictwa Ministerstwa Spraw Wojskowych. Od 1935 był wykładowcą na Wydziale Inżynierii Lądowej Politechniki Lwowskiej, w 1937 przedstawił tam pracę habilitacyjną.
Podczas II wojny światowej był zaangażowany w tajne nauczanie początkowo w Warszawie, a następnie w Zakopanem.
Po zakończeniu działań wojennych powrócił do Warszawy i związał się Wydziałem Inżynierii Politechniki Warszawskiej, w 1946 został profesorem nadzwyczajnym, a w 1948 profesorem zwyczajnym. Od 1947 do 1951 był dziekanem, w 1968 przeszedł na emeryturę. Tomasz Kluz był pionierem i twórcą szkoły naukowej w dziedzinie zastosowania prefabrykacji betonowej w budownictwie, jego dorobek naukowy stanowią liczne publikacje naukowe i praktyczne.
Zmarł w Warszawie, pochowany na cmentarzu Powązkowskim (kwatera 133-2-29).

## Ordery i odznaczenia
- Krzyż Oficerski Orderu Odrodzenia Polski (1957)[1]
- Złoty Krzyż Zasługi (dwukrotnie: 13 maja 1933[4], 1955[1])
- Medal Pamiątkowy za Wojnę 1918–1921[2]
- Medal Dziesięciolecia Odzyskanej Niepodległości[2]
- Medal 10-lecia Polski Ludowej (19 stycznia 1955)[5]
- Brązowy Medal za Długoletnią Służbę[2]